# سونغ وون-جاي
سونغ وون-جاي (هانغل: 송원재) هو لاعب كرة قدم كوري جنوبي في مركز الدفاع، ولد في 21 فبراير 1989 في كوريا الجنوبية. لعب مع أولسان هيونداي.

## وصلات خارجية
- سونغ وون-جاي على موقع دوري كوريا الجنوبية (الإنجليزية)
- سونغ وون-جاي على موقع قاعدة بيانات كرة القدم.إي يو (الإنجليزية)
- سونغ وون-جاي على موقع Soccerway.com (الإنجليزية)